# UGC 4297
UGC 4297 è una galassia a spirale visibile nella costellazione di Cefeo.
La galassia si presenta pressoché di taglio. Non si evidenziano bracci o strutture notevoli.
Situata 10' a est del confine con la costellazione della Giraffa, la stella più cospicua nella vicinanze, SAO 1312, si trova 7',6 a nordovest di magnitudine 7,4, utile per lo star hopping di avvicinamento. La stella più vicina apprezzabile con un buon telescopio, GSC 4635:999, è situata 25" a nord del nucleo di magnitudine 14,4.